# Emily Tesh
Œuvres principales
- La Gloire à tout prix

Emily Tesh, née à Londres en Angleterre, est une autrice britannique de science-fiction et de fantasy.

## Biographie
Emily Tesh reçoit le prix Astounding du meilleur nouvel écrivain 2021. Son roman La Gloire à tout prix remporte le prix Hugo du meilleur roman 2024 et son roman court Silver in the Wood le prix World Fantasy du meilleur roman court 2020.

## Œuvres

### Romans
- La Gloire à tout prix, Bragelonne, 2024 ((en) Some Desperate Glory, 2023), trad. Claude Mamier, 432 p.  (ISBN 979-10-281-1545-6)

- (en) Silver in the Wood, 2019
- (en) Drowned Country, 2020